# Famille Grimani
Pour les articles homonymes, voir Grimani.
 (juillet 2024).
La famille Grimani est une famille patricienne de Venise, originaire de Vicence.

## Historique

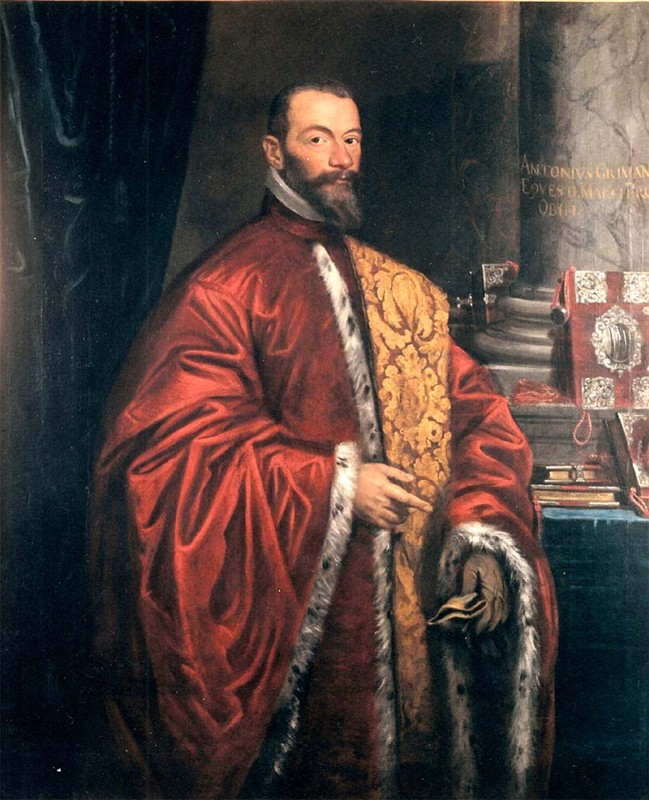
Antonio Grimani
par Tintoret

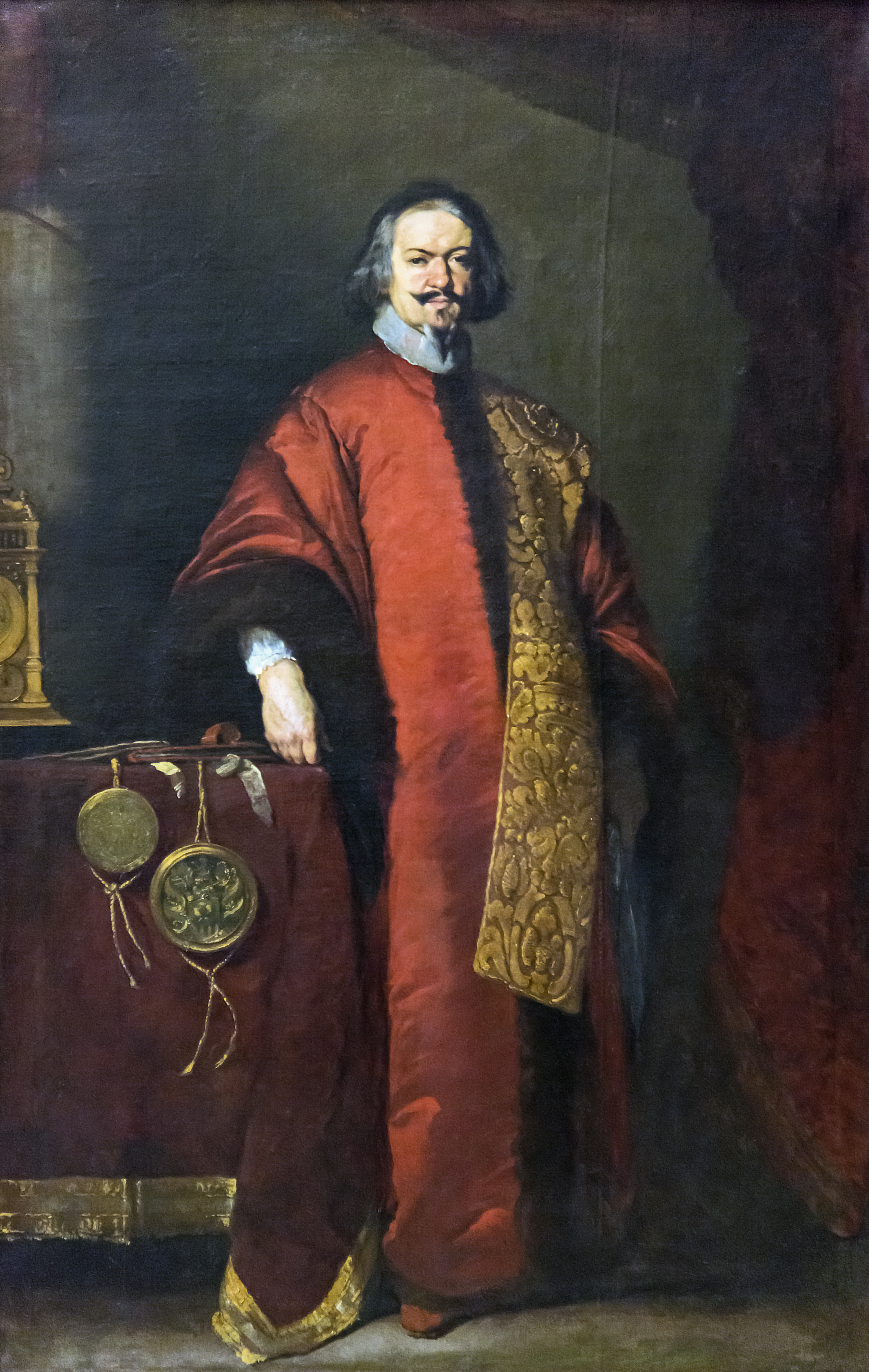
Giovanni Grimani
par Bernardo Strozzi.

La famille Grimani serait issue des ducs de Lombardie.
Elle arrive à Venise vers l'an 900. Une branche de la famille partit à Constantinople jusqu'à sa chute. 

## Armes

Armes des Grimani.

Les armes des Grimani : un écu palé d'argent et de gueules de huit pièces.

## Personnalités
- Antonio Grimani (1434 – 1523), 76e Doge de Venise, élu en 1521.
- Domenico Grimani (1461 - 1523), cardinal, patriarche d'Aquilée (1498-1517)
- Marino Grimani (1489 - 1546), cardinal, patriarche d'Aquilée (1517-1529, 1533-1545)
- Marco Grimani, patriarche d'Aquilée (1529-1533)
- Giovanni Grimani, patriarche d'Aquilée (1545-1550, 1585-1593)
- Antonio Grimani, évêque de Torcello (1587–1618), patriarche d'Aquilée (1622-1628)
- Marino Grimani (1532 – 1605), 89e Doge de Venise, élu en 1595.
- Gerolamo Grimani, Procurateur de Saint-Marc, ne fut pas élu doge, malgré deux tentatives. On peut voir son portrait sous les traits de saint Jérôme en habit de cardinal, dans une Nativité de Véronèse datant de 1582-1583, conservée dans l'Église San Giuseppe di Castello[1].
- Pietro Grimani (1677 – 1752), 115e Doge de Venise, élu en 1741.
- Vincenzo Grimani (1652 - 1710), cardinal.

## Demeures

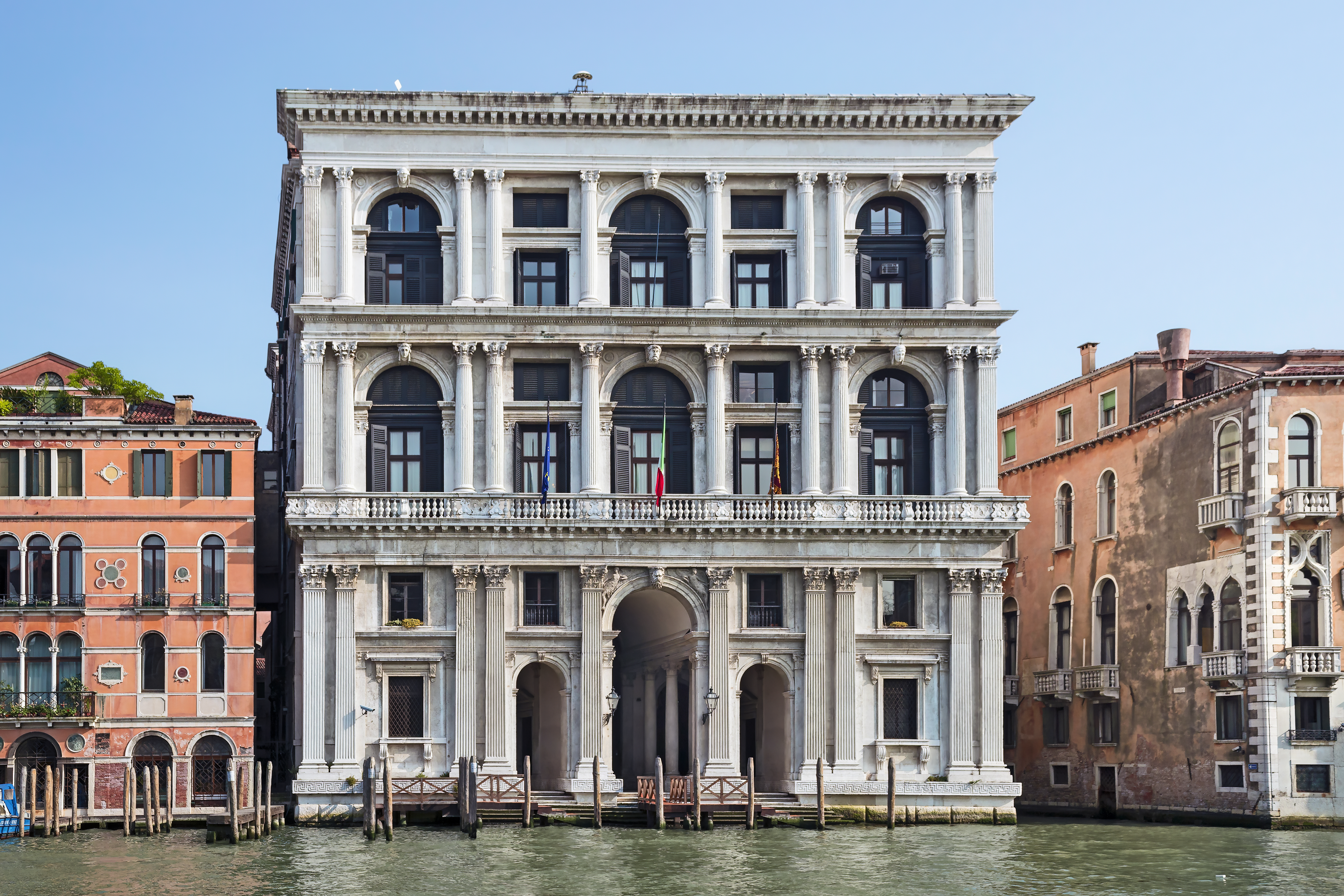
Palais Grimani a San Luca
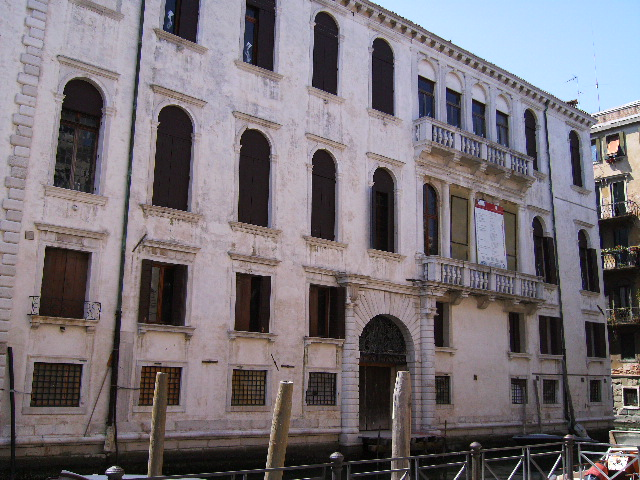
Palais Grimani a Santa Maria Formosa
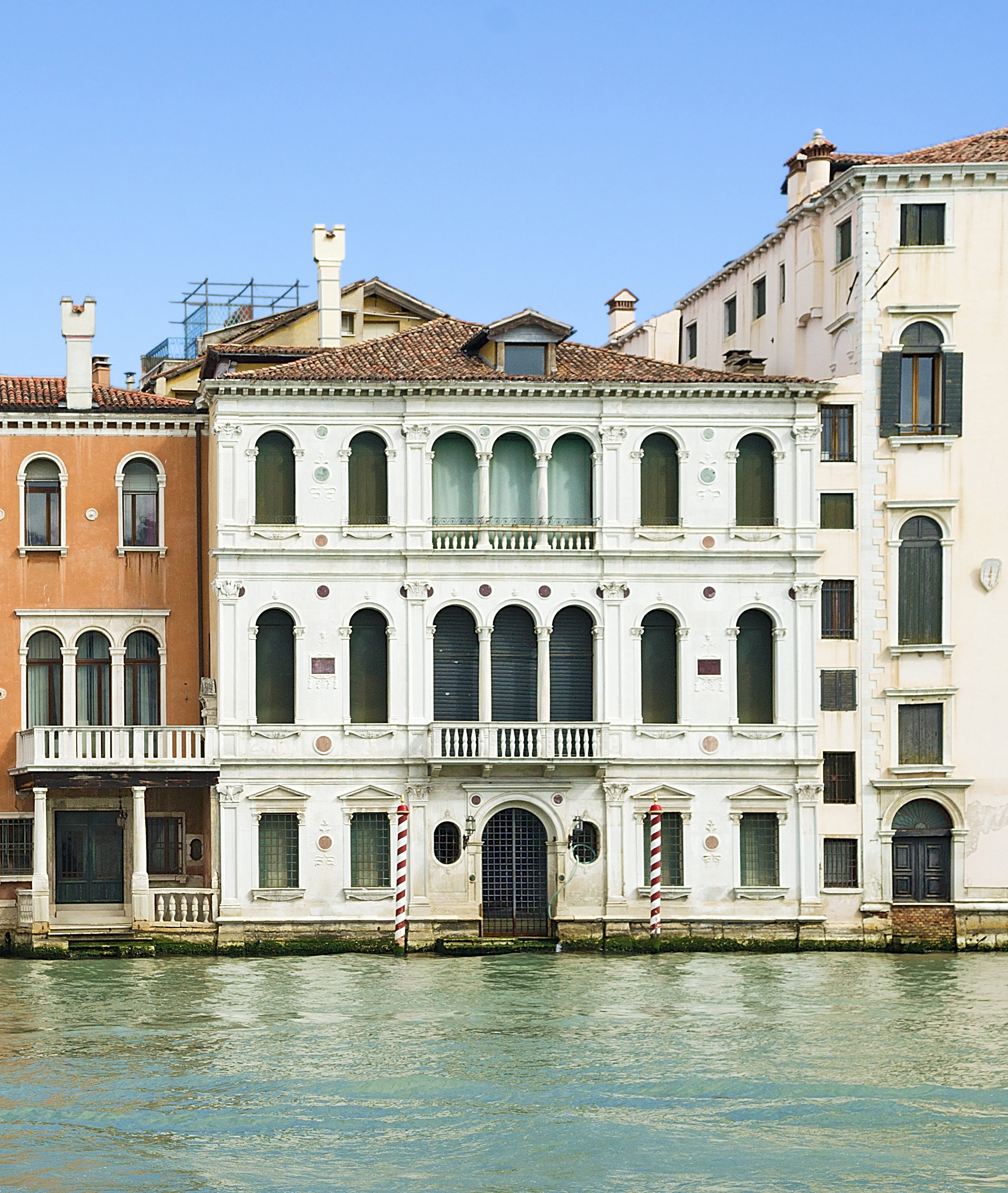
Ca' Grimani Marcello
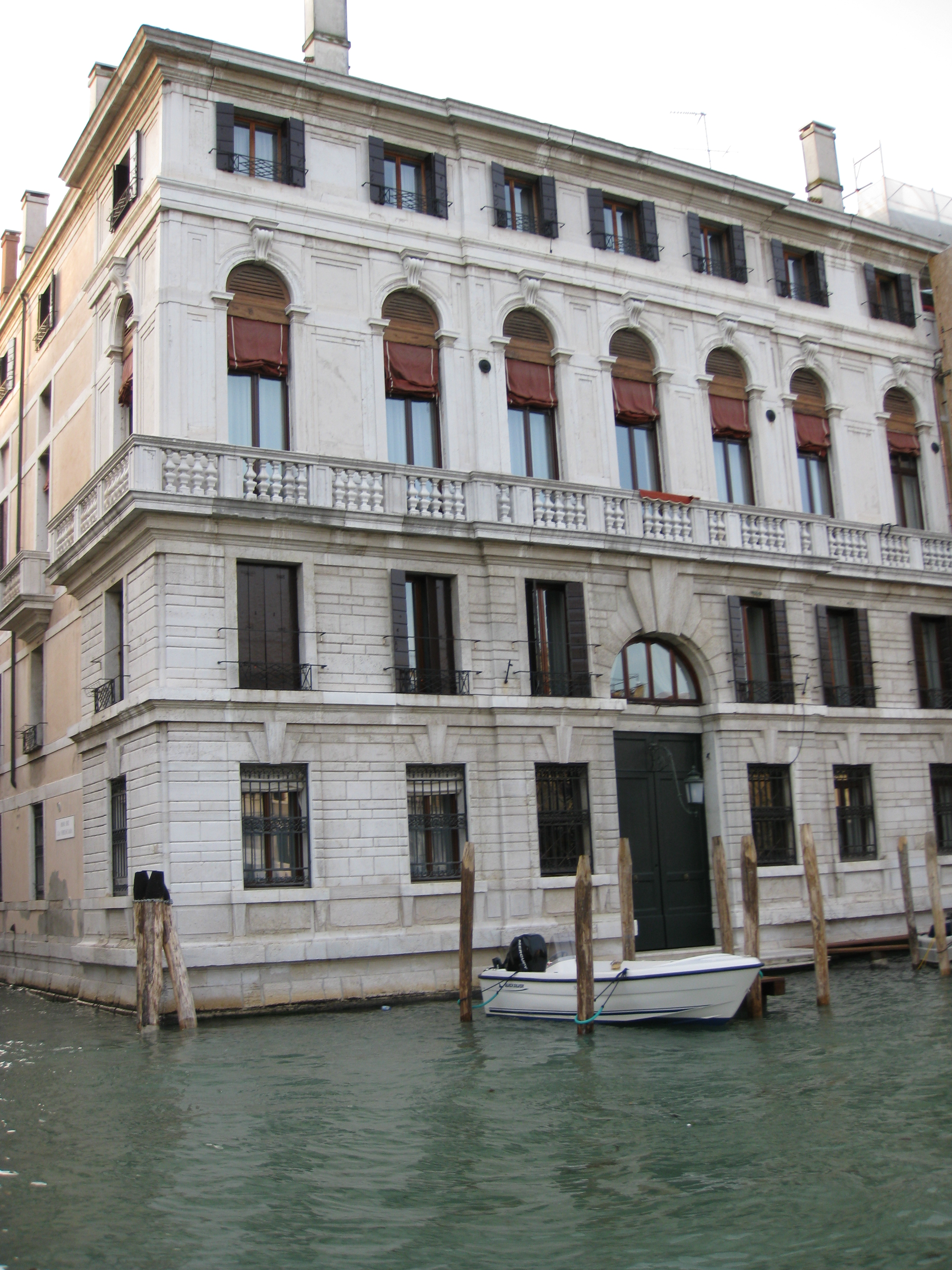
Palais Civran Grimani
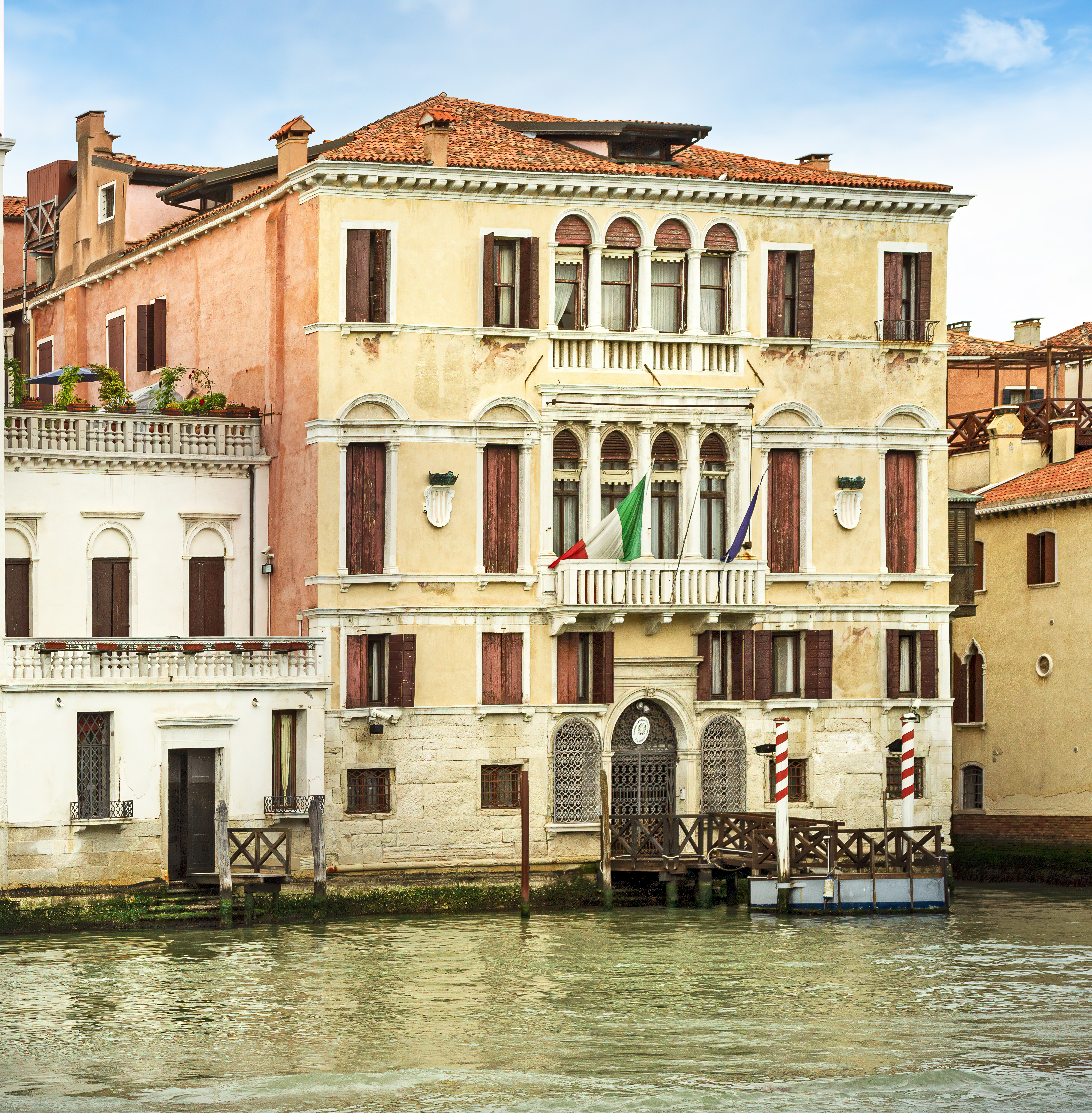
Palais Gussoni Grimani

- Ca' Grimani ou Palais Grimani Marcello
- Palais Grimani Mayer,
- Palais Grimani in Via Garibaldi,
- Palais Grimani a Santi Giovanni e Paolo,
- Palais Grimani a Santa Maria Zobenigo,
- Palais Grimani di Santa Maria Formosa
- Palais Grimani de San Luca